# Warsan Shire
Warsan Shire (somali:  Warsan Shire, em árabe: ورسان شرى, nascida em 1 de agosto de 1988) é uma escritora, poeta, editora e professora Somali, criada em Londres. Ela recebeu o prêmio de poesia africana da Universidade de Brunel, escolhida entre os seis candidatos finalistas de um total de 655 inscrições.

## Biografia
Nascida no dia 1 de agosto de 1988, no Kenya, filha de pais Somali, Shire emigrou com a sua família para os Reino Unidos com um ano de idade. Ela tem três irmãos. Possui bacharelado em Artes e Escrita Criativa. Desde 2015, reside em Los Angeles.
Em 2011, ela lançou Teaching My Mother How To Give Birth, um panfleto de poesia publicado pela Flipped eye. Sua coleção completa também foi lançada em 2016, pela mesma editora.
Shire leu e teve suas poesias publicadas em muitos eventos artísticos pelo mundo, incluindo no Reino Unido, Itália, Alemanha, América do Norte, África do Sul e Quênia.  Seus trabalhos foram traduzidos para muitos idiomas incluindo o italiano, espanhol, português, sueco, holandês e estoniano.
A poesia de Shire se destacou no álbum de Beyoncé de 2016, Lemonade. O interesse de Beyoncé de usar o trabalho de Shire começou com o trabalho dela "For Women Who Are Difficult To Love".

## Influências
Shire utiliza não só as suas experiências pessoais, mas também as de pessoas próximas. Ela disse, "eu ou conheço, ou sou todas as pessoas que escrevi a respeito, para e como. Mas eu as imagino nos cenários mais íntimos." O maior interesse dela é escrever sobre e para pessoas que não são geralmente ouvidas, por exemplo, imigrantes e refugiados, e outros grupos de pessoas marginalizadas. Shire é citada como tendo dito, "eu também navego muito por memórias, as minhas lembranças e as de outras pessoas, tentando essencialmente fazer sentido para as coisas". Como a primeira geração de imigrantes, ela tem usado sua poesia para se conectar com o seu país natal, a Somália, o qual nunca visitou. Ela usa sua posição de imigrante para conectar-se com a vida dessas pessoas. Utiliza também as influências de seus parentes próximos e suas experiências para demonstrar as dificuldades que eles enfrentaram através de sua poesia.

## Prêmios
Shire recebeu vários prêmios pela sua arte. Em abril de 2013, foi presenteada com um inaugural prêmio de poesia africana pela Universidade de Brunel. Ela foi escolhida entre os seis candidatos finalistas de um total de 655 inscrições.
Em outubro de 2013, Shire foi selecionada como a primeira poeta jovem laureada de Londres.
Em 2014, Shire também foi escolhida como poeta residente de Queensland, Austrália.

## Publicações
- Teaching My Mother How To Give Birth (Flipped eye, 2011), ISBN 1905233299
- Her Blue Body (flap pamphlet series, Flipped eye, 2015)
- Lemonade: A Visual Álbum by Beyoncé  (2016)